# Duratón
Der Duratón ist ein 106 Kilometer langer linker Nebenfluss des Duero in den spanischen Provinzen Segovia und Valladolid in der Autonomen Region Kastilien-León.

## Verlauf
Die Quelle des Río Duratón befindet sich auf der Nordseite des Iberischen Scheidegebirges (Sierra de Guadarrama) auf dem Gebiet der Gemeinde Somosierra. Sein Weg führt in Richtung Nordwesten über Sepúlveda, um schließlich bei Peñafiel in den Duero zu münden.

## Nebenflüsse
Nach der Schneeschmelze und nach Starkregenfällen hat der Río Duratón eine Vielzahl von mehr oder weniger kleinen Nebenflüssen; die meisten davon führen jedoch im Sommer und Herbst kein Wasser mehr. Die größten dauerhaft wasserführenden Nebenflüsse sind der Río Serrano, der Río Cerezuela und der Río Caslilla, der bei Sepúlveda in den Río Duratón einmündet.

## Orte am Fluss
- Sotillo
- Sepúlveda
- Carrascal del Río
- San Miguel de Bernuy
- Fuentidueña
- Peñafiel

## Sehenswürdigkeiten

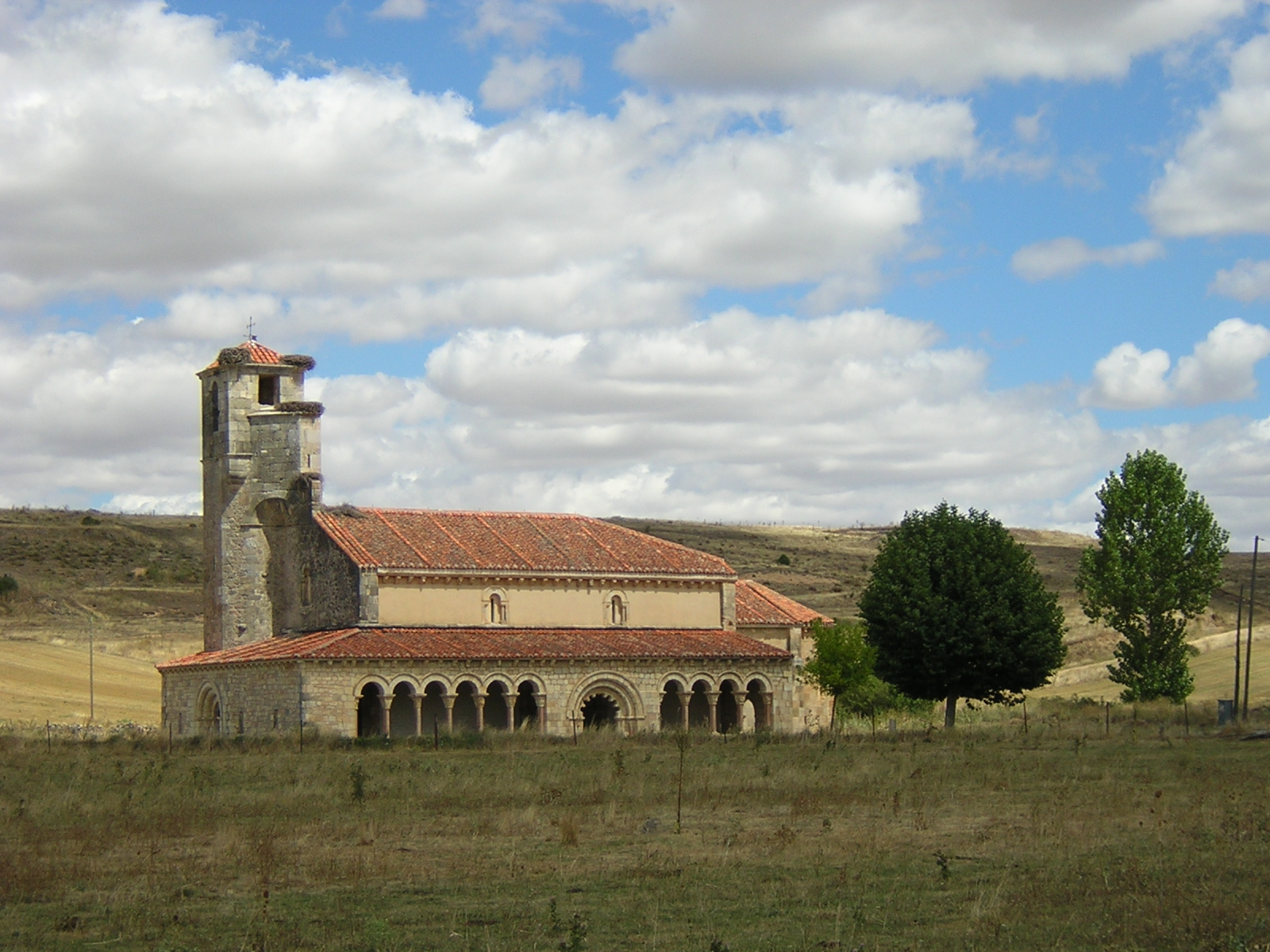
Duratón, Kirche Nuestra Señora de la Asunción

Hauptattraktion am Fluss ist der Naturpark Hoces del Río Duratón mit seinen canyonartigen Schluchten, oberhalb derer sich die spektakulär gelegene Ermita de San Frutos befindet. Die Kleinstadt Sepúlveda mit ihren romanischen Kirchen und ihrer mittelalterlich anmutenden Altstadt ist von historischer und kultureller Bedeutung; beim 1970 eingemeindeten Vorort Duratón steht die romanische Kirche der Nuestra Señora de la Asunción. Nahe der Mündung des Río Duratón in den Río Duero thront die Burg Peñafiel auf einem langgestreckten Bergrücken.